# Gerhard Grote (Ökonom)
Gerhard Grote (* 28. Oktober 1922 in Lauental, Freie Stadt Danzig; † 27. Januar 2022) war ein deutscher Ökonom und Hochschullehrer.

## Leben
Von 1949 bis 1951 leitete er die Arbeitsgruppe Operative Betriebsprüfung beim Ministerium der Finanzen. Von 1951 bis 1956 war er Revisionsleiter, Stellvertreter des Direktors und Direktor der Zentralen Leitung der Deutschen Handelszentrale Kohle. Ab 1956 war er Abteilungsleiter, Sektorenleiter im Ministerium für Außenhandel. 1964 wurde er Dozent am Institut der Außenhandelsökonomik an der Hochschule für Ökonomie. 1966 erwarb er die Promotion A (Dr. rer. oec.). Grote war bis 1988 Professor für Außenwirtschaft an der Hochschule für Ökonomie Berlin „Bruno Leuschner“. Er war Lehrstuhlleiter an der dortigen Sektion Außenwirtschaft. Er hatte den Titel eines Prof. Dr. oec. Von 1977 bis 1979 übte er außerdem eine Gastprofessur am Institute of National Planning („Institut für Nationale Planung“) in Kairo aus.

## Schriften (Auswahl)
- Plan und ökonomische Hebel im Außenhandel der Deutschen Demokratischen Republik. Berlin 1966, OCLC 73997586 (Dissertation).
- Ökonomisch-mathematische Modelle in der sozialistischen Außenwirtschaftsplanung. Verlag Die Wirtschaft, Berlin 1970, OCLC 73779024.
- Primenenie ėkonomiko-matematičeskich modelej v planirovanii vnešneėkonomičeskich svjazej. Izdatelʹstvo Progress, Moskau 1974, OCLC 601395012.
- Theory and practice of foreign trade in socialism. Rektor, Hochsch. für Ökonomie Bruno Leuschner, Berlin 1986, OCLC 246733816.
- Vier Gesellschaftsordnungen und zwei deutsche Wiedervereinigungen. Ed. Winterwork, Borsdorf 2013, ISBN 978-3-86468-590-3.
- Für eine neue Weltordnung ohne den Krieg als Mittel der Politik. edition winterwork, Borsdorf 2015, ISBN 978-3-96014-062-7.